# Општина Радовиш
Општина Радовиш или Радовиште је једна од 10 општина Југоисточног региона у Северној Македонији. Седиште општине је истоимени град Радовиш.

## Положај
Општина Радовиш налази се у источном делу Северне Македоније. Са других страна налазе се друге општине Северне Македоније:
- север — Општина Виница
- исток — Општина Берово
- југоисток — Општина Василево
- југозапад — Општина Конче
- запад — Општина Штип
- северозапад — Општина Карбинци

## Природне одлике
Рељеф: Општина Радовиш припада области равног и плодног Радовишког поља, које на ободу општине затварају брегови и брда Родопских планина, са севера Плачковица, са истока Малешевске планине.
Клима у општини је топлија варијанта умерене континенталне климе због утицаја Средоземља.
Воде: Стара Река је најзначајнији водоток у општини, а значајна је и Крива Лакавица, која тече јужним ободом општине. Сви мањи водотоци у општини уливају се у ове две реке.

## Становништво
Општина Радовиш имала је по последњем попису из 2002. г. 28.244 ст., од чега у седишту општине, граду Радовишту, 16.223 ст. (57%). Општина је средње густо насељена, али је сеоско подручје ретко насељено.
Национални састав по попису из 2002. године био је:
|           | Број   | Постотак |
| Укупно    | 28.244 | 100%     |
| Македонци | 23.752 | 84,1%    |
| Турци     | 4.061  | 14,4%    |
| Роми      | 271    | 1,0%     |
| остали    | 160    | 10,6%    |

## Насељена места
У општини постоји 36 насељених места, једно градско — Радовиште, а осталих 35 са статусом села:
| - Радовиште - Али Коч - Али Лобаси - Бучим - Војиславци - Дамјан | - Држани - Дурутлија - Злејово - Ињево - Јаргулица - Калаузлија | - Калуђерица - Каралобоси - Караџалар - Коџалија - Козбунар - Ново Село | - Ораовица - Папавница - Погулево - Подареш - Покрајчево - Прналија | - Раклиш - Сариђол - Смиљанци - Сулдурци - Супурге - Тополница | - Ћоселија - Худаверлија - Чешме Махале - Шајинташ - Шипковица - Штурово |  |